# مدرسة دوبيوك الثانوية العليا
مدرسة دوبيوك الثانوية العليا (Dubuque Senior High School) هي مدرسة ثانوية حكومية مدتها أربع سنوات، تقع في دوبيوك في آيوا. وهي إحدى مدرستين ثانويتين تتبع دائرة مدارس دوبيوك، ويسجل فيها 1447 طالبًا في الصفوف 9-12. وتميمة المدرسة هي الكبش. وتتنافس على مستوى الولاية في الفئة 4A (الذي يحتوي على أكبر المدارس في الولاية) وهي عضو في مؤتمر وادي المسيسيبي الرياضي.

## روابط خارجية
- موقع مدرسة دوبوك الثانوية العليا نسخة محفوظة 2006-08-21 على موقع واي باك مشين. </link>